# Piquet (impôt)
Pour les articles homonymes, voir Piquet.
 (décembre 2022).
Si vous disposez d'ouvrages ou d'articles de référence ou si vous connaissez des sites web de qualité traitant du thème abordé ici, merci de compléter l'article en donnant les références utiles à sa vérifiabilité et en les liant à la section « Notes et références ».
Le piquet était une taxe qui avait cours sous l'Ancien Régime  à Marseille et dans une partie du sud de la France. Elle portait ce nom car elle était payée près d'un pieu ou piquet planté en terre.
Elle imposait les consommateurs de farine français pour le bénéfice de l'administration municipale. Les ecclésiastiques en étaient exempts pour leur consommation personnelle.
S'y ajoutait le droit de lauret, à raison d'un denier pour 193 litres et plus et de 1 obole pour les quantités inférieures.
Il était l'un des impôts les plus impopulaires de l'Ancien Régime car il rendait plus cher le pain, principal aliment dans le midi de la France. En 1789, des émeutes eurent lieu en s'attaquant à la perception du piquet.
L'impôt apporte une part importante des budgets : Toulon dépense 254 897 livres par an, dont 233 405 viennent du piquet. L'impôt est inégalitaire, les pauvres devant payer plus cher leur pain que les riches pour leurs repas raffinés.
Il était considéré comme un impôt ancien, était un droit de rêve et basé sur un statut provençal de 1410 qui autorise à taxer les objets de consommation locale